# Echipa națională de fotbal a Armeniei
Echipa națională de fotbal a Armeniei este echipa de fotbal reprezentativă a Armeniei. A fost fondată după despărțirea țării de Uniunea Sovietică, primul meci fiind împotriva Republicii Moldova la data de 12 octombrie 1992. Nu s-a calificat la nici un turneu final.

## Antrenori
- Din 8 octombrie 2016

| Nr. | Poz. | Jucător            | Data nașterii (vârsta)         | Selecții | Goluri | Club             |
| --- | ---- | ------------------ | ------------------------------ | -------- | ------ | ---------------- |
|     | P    | Arsen Beglaryan    | 18 februarie 1993 (32 de ani)  | 5        | 0      | Alashkert        |
|     | P    | Anatoly Ayvazov    | 8 iunie 1996 (28 de ani)       | 0        | 0      | Shirak           |
|     | P    | Gor Manukyan       | 27 septembrie 1993 (31 de ani) | 0        | 0      | Pyunik           |
|     |      |                    |                                |          |        |                  |
|     | F    | Hrayr Mkoyan       | 2 septembrie 1986 (38 de ani)  | 38       | 1      | Esteghlal Tehran |
|     | F    | Levon Hayrapetyan  | 17 aprilie 1989 (35 de ani)    | 34       | 1      | Paykan           |
|     | F    | Kamo Hovhannisyan  | 5 octombrie 1992 (32 de ani)   | 26       | 0      | Pyunik           |
|     | F    | Varazdat Haroyan   | 24 august 1992 (32 de ani)     | 21       | 0      | Padideh          |
|     | F    | Taron Voskanyan    | 22 februarie 1993 (32 de ani)  | 14       | 0      | Karmiotissa      |
|     | F    | Vahagn Minasyan    | 25 aprilie 1985 (39 de ani)    | 12       | 1      | Alashkert        |
|     | F    | Gaël Andonian      | 7 februarie 1995 (30 de ani)   | 11       | 0      | Marseille        |
|     | F    | Andranik Voskanyan | 11 aprilie 1990 (34 de ani)    | 1        | 0      | Alashkert        |
|     | F    | Arthur Kartashyan  | 8 ianuarie 1997 (28 de ani)    | 0        | 0      | Pyunik           |
|     |      |                    |                                |          |        |                  |
|     | M    | Marcos Pizzelli    | 3 octombrie 1984 (40 de ani)   | 51       | 8      | Al-Fujairah      |
|     | M    | Aras Özbiliz       | 9 martie 1990 (35 de ani)      | 26       | 4      | Beșiktaș         |
|     | M    | David Manoyan      | 5 iulie 1990 (34 de ani)       | 22       | 0      | Karmiotissa      |
|     | M    | Zaven Badoyan      | 22 decembrie 1989 (35 de ani)  | 5        | 1      | Banants          |
|     | M    | Gor Malakyan       | 12 iunie 1994 (30 de ani)      | 5        | 0      | Stal Kamianske   |
|     | M    | Karen Muradyan     | 1 noiembrie 1992 (32 de ani)   | 2        | 0      | Alashkert        |
|     | M    | Artak Grigoryan    | 19 octombrie 1987 (37 de ani)  | 2        | 0      | Alashkert        |
|     | M    | Davit Hakobyan     | 21 martie 1993 (32 de ani)     | 1        | 0      | Shirak           |
|     |      |                    |                                |          |        |                  |
|     | A    | Heham Kadymyan     | 19 octombrie 1992 (32 de ani)  | 5        | 2      | Karpatî Liov     |
|     | A    | Vardan Pogosyan    | 3 august 1992 (32 de ani)      | 2        | 0      | Pyunik           |
|     | A    | Gegham Harutyunyan | 23 august 1990 (34 de ani)     | 0        | 0      | Gandzasar        |